# Onegin – Eine Liebe in St. Petersburg
Onegin – Eine Liebe in St. Petersburg (englisch: Onegin) ist eine Verfilmung des Versromans Eugen Onegin von Alexander Puschkin. Regie führte Martha Fiennes.

## Handlung
Onegin, ein gelangweilter und zynischer junger Müßiggänger, findet sich auf einem Landsitz außerhalb von Sankt Petersburg ein, der ihm – zusammen mit einem beträchtlichen Vermögen – von seinem soeben verstorbenen Onkel vermacht wurde. Er macht Bekanntschaft mit dem gleichaltrigen Lensky, einem jungen Dichter voller romantischer Gefühle und Ideen, der ihn in das Haus seiner Verlobten Olga einführt. Dort lernt er auch Olgas Schwester Tatyana kennen, die, anders als ihre lebenslustige Schwester, von stillem und nachdenklichem Temperament ist. Sie gefällt ihm, er beobachtet sie, er schiebt seine Abreise auf. Tatyana andererseits ist von ihm wie bezaubert.
Sie liest gerne und leiht sich bei ihm ein Buch aus, das er mit Sorgfalt aussucht: die Nouvelle Héloïse, ein „Roman in Form eines Briefwechsels zwischen zwei Liebenden“, wie er sagt.
Tatyana gesteht ihm in einem Brief ihre Liebe. Onegin wirft den Brief ins Kaminfeuer, holt ihn sich aber zurück, bevor der Brief in Flammen aufgehen kann. Auf einem Ball folgt er Tatyana in einen Gartenpavillon, wo er versucht, ihr den kompromittierenden Brief zurückzugeben, was sie ablehnt. In dem folgenden Gespräch weist er sie mit kühlen Worten ab. Er sei für die Liebe und die Ehe, mit ihren Folgen Familie, Verpflichtungen, Langeweile, Betrug, nicht geeignet. Tatyanas Liebe nennt er eine jugendliche Träumerei, die sie bald überwinden wird, so wie sie auch ihn vergessen wird. Zurück auf dem Ball, tanzt er mit Olga, von einer verletzten Tatyana und einem eifersüchtigen Lensky beobachtet.
Als Lensky ihn zur Rede stellt, dass er seine Verlobte verführen wolle, antwortet Onegin spöttisch, das sei doch die Mühe nicht wert, die sei doch von jedem leicht zu erobern.
Daraufhin fordert ihn der tief beleidigte Lensky zum Duell. Onegin versucht mit allen Mitteln, seinen Freund von dem Vorhaben abzubringen, er fleht ihn an, doch der aufgewühlte Lensky lehnt ab, und Onegin fügt sich. Im folgenden Duell hat Lensky, der die Duellpistole vor Aufregung kaum gerade halten kann, den ersten Schuss, der daneben geht. Onegin zielt konzentriert, trifft den Freund an der Schläfe, der tot zusammenbricht. Onegin wirft sich weinend über die Leiche des Freundes.
Onegin verlässt sein Landgut und begibt sich für unbestimmte Zeit auf Reisen. Den Liebesbrief, den Tatyana ihm geschrieben hat, behält er bei sich. Sichtlich gealtert kehrt er nach sechs Jahren nach Petersburg zurück. Er wirkt müde, melancholisch, von der Eitelkeit und Arroganz des ehemaligen Dandy ist wenig mehr zu spüren. Olga hat inzwischen einen Ulanenoffizier geheiratet. Onegin besucht einen Ball, den sein Cousin General Prinz Nikitin gibt. Dort sieht er Tatyana als eine elegante Dame der Petersburger High Society wieder. Er lässt sich von seinem Cousin vorstellen und erfährt, dass sie dessen Frau ist. Onegin, dem es sichtlich die Sprache verschlägt, wird sich seiner Liebe zu ihr bewusst. Er folgt ihr überallhin, nur um sie zu sehen. Er gesteht ihr seine Liebe in einem Brief, den Tatyana im Beisein ihres Ehemanns, der die beiden seit der Begegnung auf dem Ball aufmerksam beobachtet, ins Feuer wirft.
In einem Gespräch mit Onegin sagt sie zwar unter Tränen, dass sie ihn noch immer liebe, weist ihn aber aus Treue zu ihrem Gatten ab.

## Produktion
Der Film beruht auf Alexander Puschkins Versroman Jewgeni Onegin. An seiner Produktion waren vier Angehörige der Familie Fiennes beteiligt: Ralph Fiennes in der Titelrolle und als Produzent, Martha Fiennes mit ihrem Regiedebüt, Magnus Fiennes hat die Musik komponiert und Sophie Fiennes hatte eine stumme Nebenrolle.

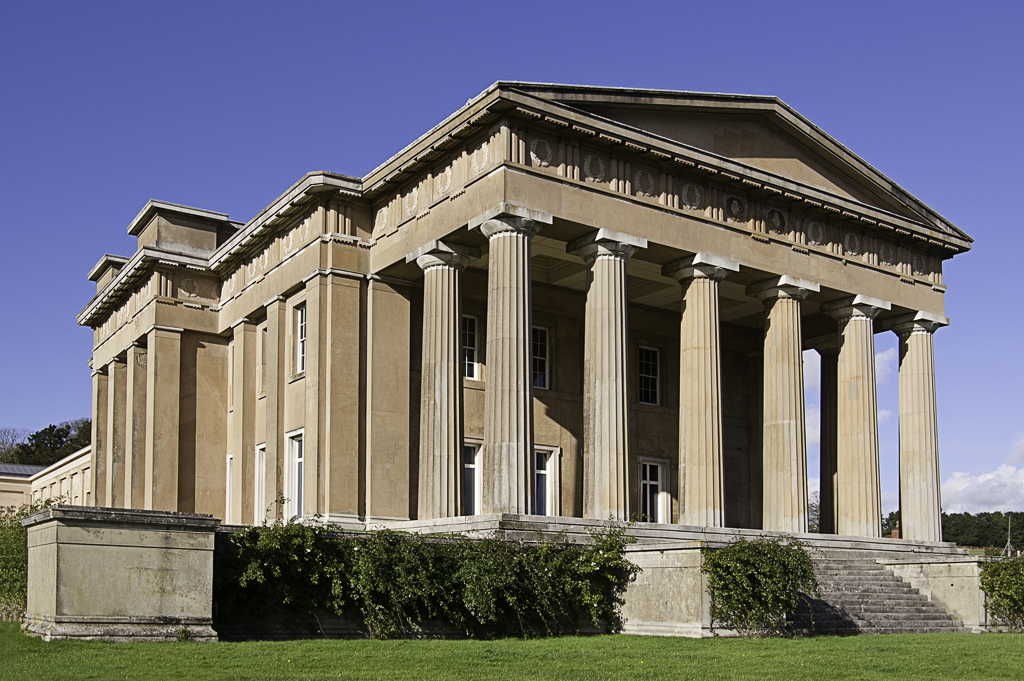
The Grange, Northington

Außenaufnahmen für den Film wurden in St. Petersburg und auf dem Landsitz The Grange, Northington, (Hampshire) gedreht, die Innenaufnahmen in den Twickenham Studios in London.
Die „Teufelstrillersonate“ von Giuseppe Tartini bei dem Konzert im Haus Nikitin spielt die damals zwölfjährige Chloë Hanslip.

## Auszeichnungen
Martha Fiennes wurde beim Tokyo International Film Festival für die Beste Regie und bei den London Critics Circle Film Awards als Bester Neuling ausgezeichnet. Liv Tyler wurde von der Vereinigung russischer Filmkritiker als beste ausländische Darstellerin geehrt. Bei den BAFTA Awards war er in der Kategorie Bester Britischer Film nominiert, bei den Satellite Awards in der Kategorie Bestes Drehbuch.

## Kritiken
Die Kritikerin des Tech, der Internetzeitung des MIT, nennt den Film „a captivating piece of artwork, an excellent debut for Martha, and another feather in Ralph’s tragic cap“.
Phoebe Stein, die Filmkritikerin des Spiegel lobt die brillante Schauspielerleistung Ralph Fiennes, die „hinreißende Liv Tyler“, die Kameraarbeit von Remi Adefarasin und nennt den Film, mit Einschränkungen betreffend die vorletzte Szene, in der die Regisseurin „das Vertrauen in die Deutlichkeit ihrer Bildsprache verloren zu haben [scheint]“, einen „cineastischen Genuss“.

“There is a cool, mannered elegance to the picture that I like, but it's dead at its center. There is no feeling that real feelings are at risk here. Tyler seems sincere enough, but Fiennes withholds too well.”

„Die kühle, gesittete Eleganz des Films gefällt, aber er ist in seinem Innern tot. Man hat nicht den Eindruck, dass hier echte Gefühle in Gefahr sind. Tyler ist überzeugend, aber Fiennes ist zu zurückhaltend.“

„Glänzend gespielte und atmosphärisch dicht inszenierte Verfilmung eines Versromans von Alexander Puschkin, die tief in die ‚russische Seele‘ eintaucht, um berührend von verschmähter und nicht erfüllter Liebe zu erzählen. Die eindrucksvoll ‚gemalten‘ Bilder muten wie ein Gang durch eine Gemäldegalerie an.“